# Gundremmingen
Gundremmingen település Németországban, azon belül Bajorországban. Lakosainak száma 1394 fő (2023. december 31.).

## Népesség
A település népessége az elmúlt években az alábbi módon változott:
| Lakosok száma | 673  | 1066 | 1005 | 1124 | 1544 | 1471 | 1407 | 1323 | 1349 | 1394 |
|               | 1875 | 1950 | 1975 | 1987 | 2012 | 2014 | 2016 | 2017 | 2021 | 2023 |

## Fekvése
Gundelfingen an der Donau északi szomszédjában fekvő település.

## Leírása

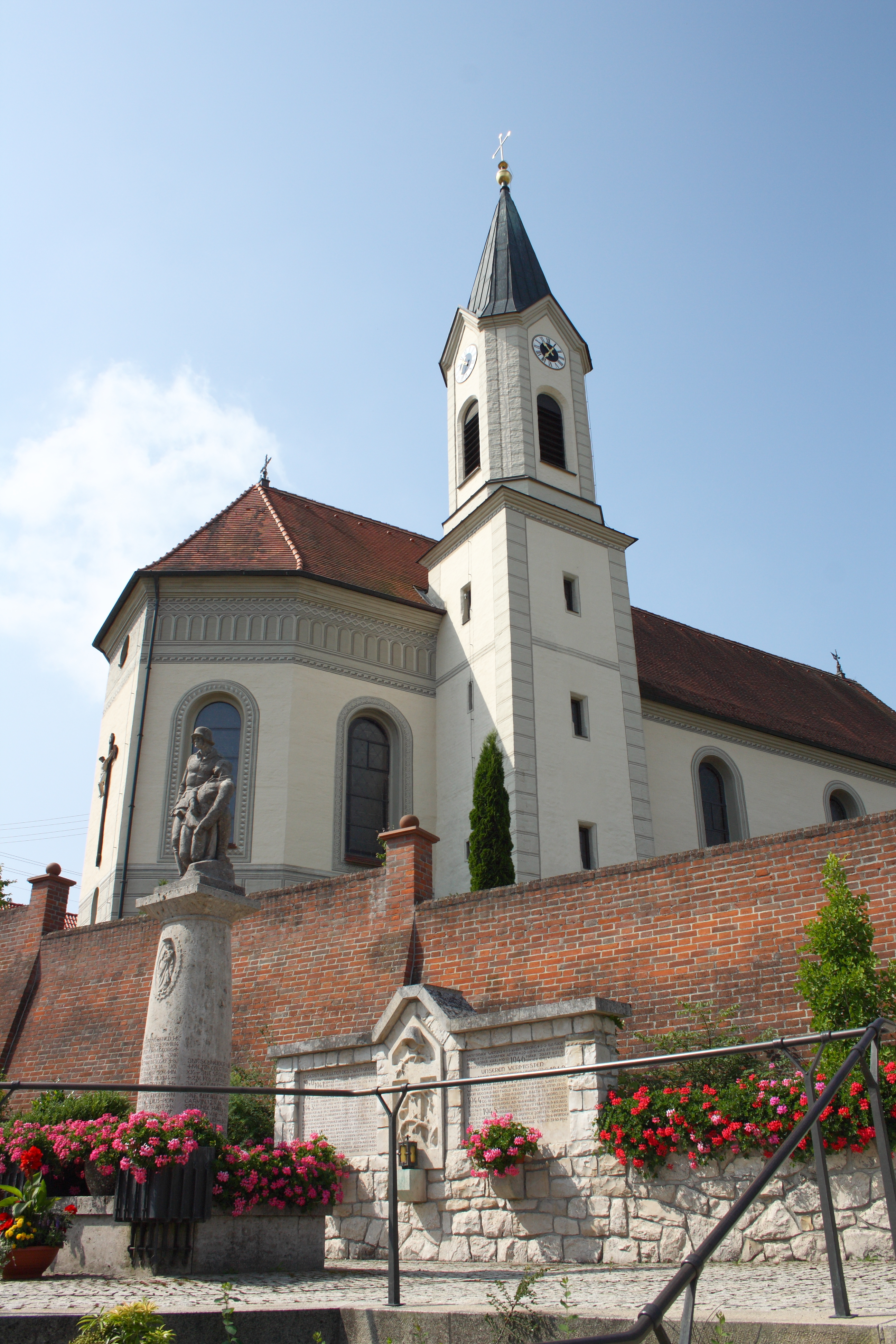
Szt. Márton templom, Gundremmingen

A település közelében egy dombon egy római erőd, a Brügle masszív falai emelkednek. Az erődöt a Dunától délre építették a határbiztonság érdekében, miután az alemannoknak 213., 233. és 259-260. években sikerült átlépnie a Limes által megjelölt római északi határon. A Bürgle a késői római határbiztonság része volt Raetia területén, és a Duna-Iller-Rajna-Limeshez tartozott. 380 körül pusztult el.
A helyet egy germán klán alapította, amelynek vezetője valószínűleg "Guntram" volt. Első dokumentumban való említése egy a 12. századból való Eberhard Codexben található.